# Jüdische Gemeinde Neuleiningen
Die jüdische Gemeinde Neuleiningen im rheinland-pfälzischen Landkreis Bad Dürkheim gehörte zum Bezirksrabbinat Frankenthal. Ihre Wurzeln reichen bis in das 14. Jahrhundert zurück. Sie bestand bis ins Jahr 1900.

## Geschichte
Juden lebten bereits im Jahr 1309 auf dem Gebiet von Neuleiningen. 1348/49 wurden die jüdischen Einwohner Opfer der Pestpogrome. Erst im 15. Jahrhundert werden wieder Juden auf dem Gebiet von Neuleiningen erwähnt. Im 19. Jahrhundert wuchs die Zahl der jüdischen Gemeindemitglieder dann an und erreichte im Jahr 1848 mit 107 Mitgliedern ihren höchsten Stand. Im Zuge der in Deutschland Mitte des 19. Jahrhunderts einsetzenden Abwanderung von Teilen der Landbevölkerung in die Städte und der Emigration nach Nordamerika und in andere Länder nahm auch die Zahl der jüdischen Gemeindemitglieder in Neuleiningen stark ab. Im Jahr 1900 wurde die Kultusgemeinde aufgelöst und die verbliebenen jüdischen Einwohner wurden der jüdischen Gemeinde Wattenheim zugewiesen. Trotz dieses Umstandes sah sich die Kultusgemeinde Grünstadt als Rechtsnachfolger der jüdischen Gemeinde Neuleiningen an.

## Entwicklung der jüdischen Einwohnerzahl
| Jahr | Juden | Jüdische Familien | Bemerkung |
| ---- | ----- | ----------------- | --------- |
| 1801 | 35    |                   |           |
| 1808 | 55    |                   |           |
| 1825 | 99    |                   |           |
| 1848 | 107   |                   |           |
| 1875 | 43    |                   |           |
| 1900 | 7     |                   |           |

Quelle: alemannia-judaica.de; jüdische-gemeinden.de

## Einrichtungen

### Friedhof
Die Gemeinde verfügte über keinen eigenen Friedhof. Die Toten wurden auf dem jüdischen Friedhof Grünstadt beigesetzt.

### Schule
Eine eigne jüdische Volksschule war nicht vorhanden. Die Gemeinde verfügte nur über eine Religionsschule, deren Räumlichkeiten sich in dem Gebäude der Synagoge befanden.

### Mikwe
Aus Dokumenten aus dem Jahr 1597 geht hervor, dass die jüdischen Gemeindemitglieder zu dieser Zeit über keine eigene Mikwe verfügten, sondern die Mikwe in Kleinkarlbach nutzten. Ob bereits vor dem Bau der Synagoge, die eine Mikwe beinhaltete, eine weitere Mikwe in Neuleiningen zur Verfügung stand, ist nicht bekannt.

## Opfer des Holocaust
Das Gedenkbuch – Opfer der Verfolgung der Juden unter der nationalsozialistischen Gewaltherrschaft 1933–1945 und die Zentrale Datenbank der Namen der Holocaustopfer von Yad Vashem führen vier Mitglieder der jüdischen Gemeinschaft Neuleiningen (die dort geboren wurden oder zeitweise lebten) auf, die während der Zeit des Nationalsozialismus ermordet wurden.
| Name      | Vorname       | Todeszeitpunkt    | Alter     | Ort des Todes                 | Bemerkung | Quellen |
| --------- | ------------- | ----------------- | --------- | ----------------------------- | --- | --- |
| Adler     | Adolf Hermann | 23. Juli 1943     | 77 Jahre  | Vernichtungslager Sobibor     | Am 24. Mai 1934 in die Niederlande emigriert. Vom 9. April 1943 – 8. Mai 1943 im Konzentrationslager Vught-Hertogenbosch. Vom 8. Mai 1943 – 20. Juli 1943 im Durchgangslager Westerbork. Deportation am 20. Juli 1943 nach Vernichtungslager Sobibor. | Yad Vashem (Datenbank, Datensatz Nr. 4079482, Nr. 1824407, Nr. 4212626 und Nr. 11456460) / Gedenkbuch für die Opfer der NS-Judenverfolgung in Deutschland |
| Reinstein | Emma          | unbekannt         | unbekannt | Konzentrationslager Auschwitz | Deportation am 27. September 1942 ab Darmstadt nach Ghetto Theresienstadt. Deportation ab Ghetto Theresienstadt am 16. Mai 1944 nach Konzentrationslager Auschwitz.                                                                                   | Yad Vashem (Datenbank, Datensatz Nr. 7833495 und Nr. 11612230) / Gedenkbuch für die Opfer der NS-Judenverfolgung in Deutschland                           |
| Schmidt   | Ida           | 27. Dezember 1941 | 67 Jahre  | Internierungslager Gurs       | Deportation am 22. Oktober 1940 nach Internierungslager Gurs. | Yad Vashem (Datenbank, Datensatz Nr. 7753357 und Nr. 11626781) / Gedenkbuch für die Opfer der NS-Judenverfolgung in Deutschland                           |
| Schmitt   | Albert        | unbekannt         | unbekannt | Internierungslager Gurs       | Deportation am 22. Oktober 1940 nach Internierungslager Gurs. | Yad Vashem (Datenbank, Datensatz Nr. 11527873) / Gedenkbuch für die Opfer der NS-Judenverfolgung in Deutschland                                           |
| 1.        |               |                   |           |                               | | |